# Великоігнатовський район
Великоігна́товський район (рос. Большеигнатовский район, ерз. Покш Игнадбуе, мокш. Оцю Игнатовань аймак) — муніципальний район у складі Республіки Мордовія Російської Федерації.
Адміністративний центр — село Велике Ігнатово.

## Населення
Населення району становить 6724 особи (2019, 8313 у 2010, 9483 у 2002).

## Адміністративно-територіальний поділ
На території району 8 сільських поселень:
| Поселення                            | Площа, км² | Населення, осіб (2002) | Населення, осіб (2010) | Населення, осіб (2019) | Центр           | Населені пункти |
| ------------------------------------ | ---------- | ---------------------- | ---------------------- | ---------------------- | --------------- | --------------- |
| Андрієвське сільське поселення       | 42,38      | 828                    | 700                    | 548                    | Андрієвка       | 1               |
| Великоігнатовське сільське поселення | 43,54      | 3144                   | 3127                   | 2681                   | Велике Ігнатово | 2               |
| Вармазейське сільське поселення      | 115,41     | 780                    | 576                    | 451                    | Вармазейка      | 7               |
| Кіржеманське сільське поселення      | 259,86     | 1798                   | 1429                   | 1124                   | Кіржемани       | 12              |
| Кучкаєвське сільське поселення       | 36,94      | 338                    | 288                    | 222                    | Кучкаєво        | 3               |
| Протасовське сільське поселення      | 145,31     | 531                    | 410                    | 281                    | Протасово       | 8               |
| Старочамзінське сільське поселення   | 130,21     | 1460                   | 1288                   | 1065                   | Старе Чамзіно   | 6               |
| Чукальське сільське поселення        | 60,59      | 604                    | 495                    | 352                    | Чукали          | 2               |

- 26 травня 2014 року було ліквідовано Атяшевське сільське поселення, його територія увійшла до складу Спаського сільського поселення[4].
- 17 травня 2018 року було ліквідовано Новокачаєвське сільське поселення, його територія увійшла до складу Вармазейського сільського поселення[5].
- 24 квітня 2019 року було ліквідовано Горське сільське поселення та Новобаєвське сільське поселення, їхні території увійшли до складу Кіржеманського сільського поселення[6].
- 19 травня 2020 року було ліквідовано Спаське сільське поселення, його територія увійшла до складу Старочамзінського сільського поселення[7].

## Найбільші населені пункти
Найбільші населені пункти з чисельністю населення понад 1000 осіб:
| № | Населений пункт | Населення, осіб (2002) | Населення, осіб (2010) |
| - | --------------- | ---------------------- | ---------------------- |
| 1 | Велике Ігнатово | 2 799                  | 2 842                  |

## Культура
Починаючи з 1999 року село Чукали стало регулярним місцем проведення відродженого традиційного обрядового свята ерзянського народу Раськень Озкс.